# NGC 3626
NGC 3626，也稱為科德韋爾40，是位於獅子座的中間密實的螺旋星系和科德韋爾天體。它的亮度是+10.6/+10.9等，天體赤道座標是赤經 11h 20.1m，赤緯+18° 21′。它的位置接近肉眼可見的A4型恆星西上相 (太微右垣五)、還有星系NGC 3608、NGC 3607、NGC 3659、NGC 3686、 NGC 3684、NGC 3691、NGC 3681、和NGC 3655。它的大小是2′.7 × 1′.9。這個星系屬於距離7,000萬光年的NGC 3607群，它是成員眾多的獅子 II群之一。

## 註解
1. 1 2  Erdmann, Jr., Robert E. . The NGC / IC Project. 1996–2008  [2008-08-11]. （原始内容存档于2001-09-04）.
2. ↑  Powell, Richard. . Atlas of The Universe. 2006  [2008-08-11]. （原始内容存档于2018-08-01）.

## 外部連結
- WikiSky上关于NGC 3626的内容：DSS2, SDSS, GALEX, IRAS, 氢α, X射线, 天文照片, 天图, 文章和图片
- SEDS – NGC 3626
- Simbad – NGC 3626
- VizieR（页面存档备份，存于） – NGC 3626
- NED（页面存档备份，存于） – NGC 3626